# Giuseppe Belluzzo
Giuseppe Belluzzo, född 25 november 1876 och död 21 maj 1952, var en italiensk vetenskapsman och politiker.
Belluzzo blev professor vid det polytekniska institutet i Milano 1911. Efter fascismens genombrott blev Belluzzo deputerad och biträdde 1925-28 som ekonomiminister Benito Mussolini i det ekonomiska uppbyggnadsarbetet i Italien. 1928 blev han undervisningsminister.